# Тулебаев, Мукан Тулебаевич
Мукан Тулебаев (настоящее имя — Мухаммедсалим); каз. Мұқан Төлебаев; 1913—1960) — советский, казахский композитор, дирижёр, педагог, общественный деятель. Народный артист СССР (1959).

## Биография
Родился 28 февраля (13 марта) 1913 года в урочище Карашиган (ныне — в Саркандском районе, Алматинская область, Казахстан). Происходит из рода Садыр племени Найман Среднего жуза.
Первым его учителем был дядя, акын и домбрист — Апырбай Ауэльбаев.
С 1929 по 1933 год учился в Капальском педагогическом техникуме.
Летом 1936 года участвовал в смотре талантов, лучшие из которых были направлены в Алма-Ату, а затем на учёбу в Москву. В 1938—1941 годах учился в Казахской оперной студии при Московской консерватории. Вначале учился по классу вокала, затем через 2 года перевёлся на композиторское отделение по классу Б. Шехтера, а позднее — Р. Глиера.
В начале войны находился в рядах народных ополченцев в Москве, осенью 1941 года по состоянию здоровья вернулся в Алма-Ату.
С 1941 по 1946 год брал уроки композиции у Е. Брусиловского.
В 1942—1944 годах — дирижёр Казахского государственного оркестра народных инструментов имени Курмангазы в Алма-Ате.
В 1951 году окончил Московскую консерваторию по классу композиции, где учился у Н. Мясковского и В. Фере.
Совместно с Е. Брусиловским и Л. Хамиди написал музыку Государственного гимна Казахской ССР (1945—1992) и гимна Республики Казахстан (1992—2006).
С 1953 года вёл педагогическую деятельность в Казахской консерватории.
С 1942 года — член Союза композиторов Казахской ССР, с 1948 — член правления, с 1956 по 1960 — председатель правления. Член правления Союза композиторов СССР.
Депутат Верховного Совета Казахской ССР 4-5-го созывов.

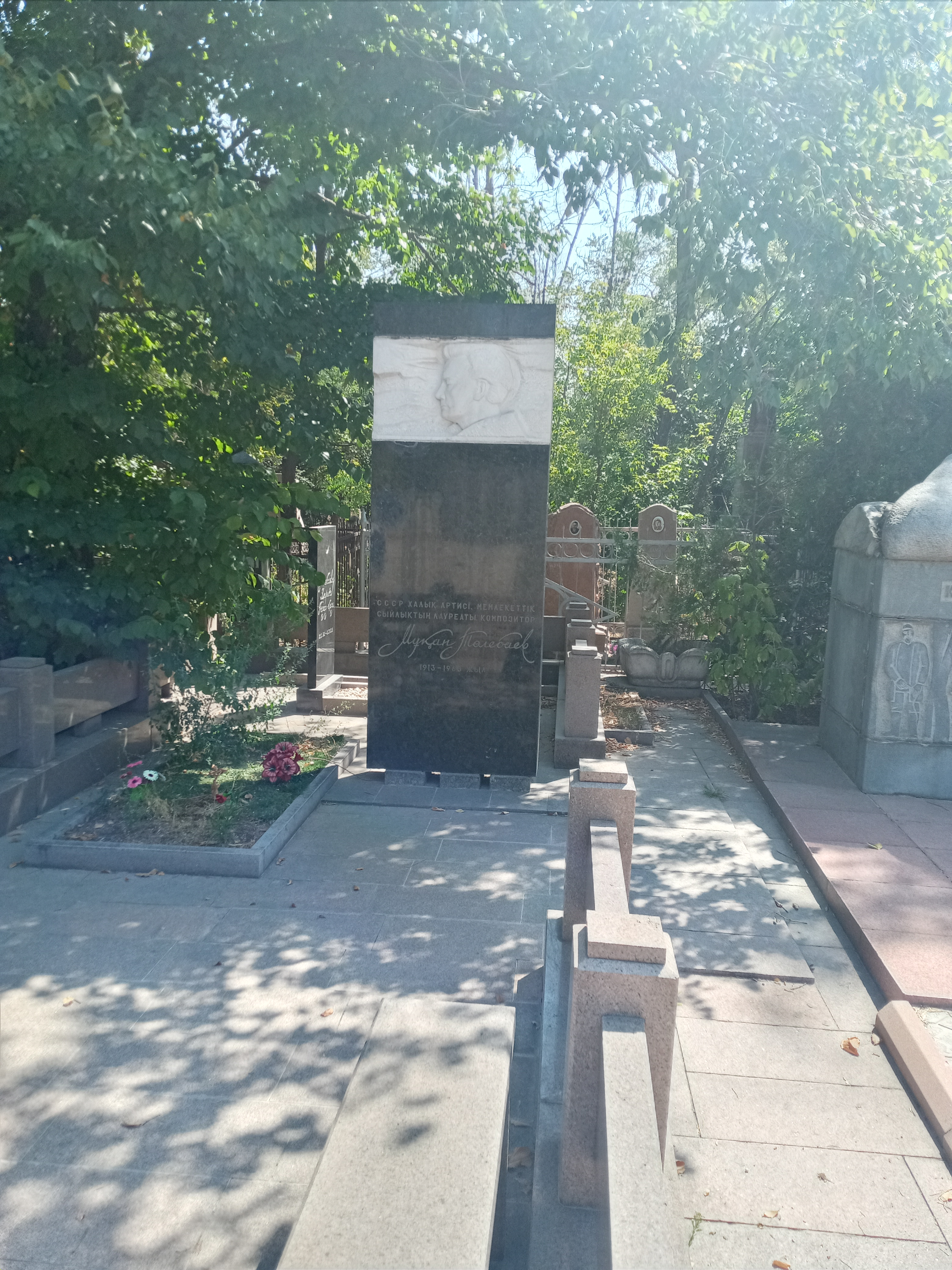
Надгробный памятник над могилой Мукана Толебая

Умер 2 апреля (по другим источникам — 2 июня) 1960 года. Похоронен на Центральном кладбище Алма-Аты.

## Семья
- первая жена — Ахметова Мария Мухатаевна, музыковед, заслуженный деятель искусств Казахской ССР, кандидат искусствоведения, лауреат премии им. Ч. Валиханова, член Союза композиторов Казахстана и СССР[4].
- вторая жена — Чадиарова Дарига Газизовна, в браке с 1952—1960 гг. Была на 20 лет моложе Тулебаева[5].

## Награды и звания
- Заслуженный деятель искусств Казахской ССР (1945)
- Народный артист СССР (1959)
- Сталинская премия второй степени (1949) — за оперу «Биржан и Сара»[6]
- Республиканская премия им. Жамбыла (1953) — за кантату «Огни коммунизма» и симфоническую поэму «Казахстан»
- Орден Отечественной войны II степени
- Медаль.

## Основные произведения
Оперы:
- «Амангельды» (совместно с Е. Г. Брусиловским, 1945)
- «Биржан и Сара» (1946)

Для солистов, хора и оркестра:
- кантата «Огни коммунизма» (слова Н. Шакенова, 1951)

Для оркестра:
- Поэма (1942)
- Фантазия на казахские народные темы (1944)
- Казахская увертюра (1945)
- поэма «Казахстан» (1951)
- Той (Праздник, жанровая картинка, 1952)

Для оркестра казахских народных инструментов:
- Фантазия на венгерские темы (1953)

Камерно-инструментальные ансамбли:
- для скрипки и фортепиано — Поэма (1942), Колыбельная (1948), Лирический танец (1948), трио (1948), струный квартет (1949), сюита (для фортепианного квинтета, 1946)
- для фортепиано — фантазия (1942), токката (1949)
- для хора — сюита «Юность» (слова С. Бегалина и С. Мауленова, 1954)

Другое:
- свыше 50 романсов и песен (в том числе «Нежный платочек», «Жди, меня, жди», «Дальняя дорога», «Гибель березы», «Думы», «Бей, барабан», «Комсомол», «Песня о Тане», «Поход», «К победе» и др.)
- обработки народных песен
- музыка к спектаклям драматического театра и кинофильмам

### Композиторская фильмография
- 1948 — Золотой рог
- 1952 — Джамбул (совм. с H. Крюковым).
- 1956 — Мы здесь живём (совм. с А.Зацепиным).

## Память

Памятник Мукану Тулебаеву в Алматы, 2002

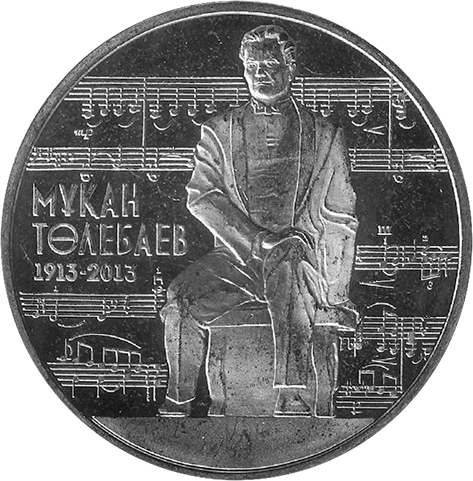
Монета Казахстана с номиналом 50 тенге к 100–летию Мукана Толебайулы

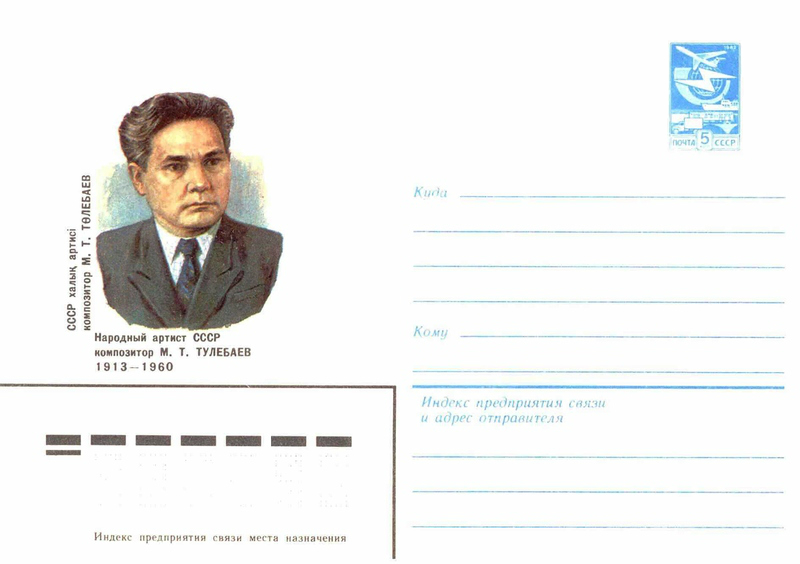
Почтовый конверт СССР 1983 года, посвященная к 70–летию со дня рождения Мукана Толебайулы

- В посёлке Лепсы установлен памятник М. Тулебаеву и действует музей, носящий имя композитора.
- В 2002 году в Алматы на улице, носящей имя композитора, при пересечении её с проспектом Абая установлен бронзовый памятник Тулебаеву[7].

## Интересные факты
- У композитора были замыслы опер — «Нияз и Раушан» на либретто И. Есенберлина, «Песня дружбы» или «Ибрай Алтынсарин». В оперном жанре им была начата партитура оперы «Айдар». В последние годы жизни на либретто Г. Мусрепова и Н. Баймухамедова было задумано написание оперы «Козы-Корпеш и Баян-сулу»[8].
- На улице М. Тулебаева в Алматы была снята последняя сцена фильма «Игла» с участием Виктора Цоя.